# Kościół Nawiedzenia Najświętszej Maryi Panny w Bukównie
Kościół Nawiedzenia Najświętszej Maryi Panny w Bukównie – rzymskokatolicki kościół parafialny należący do parafii pod tym samym wezwaniem (dekanat przytycki diecezji radomskiej).
Jest to świątynia wzniesiona w 1 połowie XVII wieku. Odremontowana została w 1818 roku. Rozbudowana została w 1900 roku o nowe prezbiterium, zakrystię i kruchtę. Gruntownie wyremontowano ją w latach 1971 – 72. 
Budowla jest drewniana, trzynawowa, wzniesiona w konstrukcji zrębowej. Kościół jest orientowany, zalicza się go do odmiany późnośredniowiecznego kościoła mazowieckiego. Jego prezbiterium jest mniejsze w stosunku do nawy, zamknięte jest ścianą prostą z zakrystią umieszczoną na osi i dwiema kaplicami z lewej i prawej strony. Od frontu znajduje się kruchta, szersza od nawy. Świątynię nakrywa dach trójkalenicowy, pokryty blachą, na dachu jest usytuowana sześciokątna wieżyczka na sygnaturkę. Zwieńcza ją blaszany dach hełmowy z latarnią. Wnętrze dzielą na trzy części dwa rzędy słupów ustawionych po trzy sztuki. Nawa nakryta jest płaskim stropem, natomiast prezbiterium nakrywa sklepienie kolebkowe. Chór muzyczny jest podparty dwoma słupami i charakteryzuje się prostą linią parapetu. Na chórze jest umieszczony prospekt organowy z 1900 roku. wykonany przez Leopolda Hartmana. Zachowała się polichromia w prezbiterium namalowana w 1933 roku przez Zygmunta Wyszyńskiego i J. Boguckiego. Posadzka w świątyni jest ceramiczna. Ołtarz główny pochodzi z 1900 roku. Ambona w stylu barokowym jest ozdobiona rzeźbą Boga Ojca z XVIII stulecia. Chrzcielnica reprezentuje styl neogotycki. Kropielnica w stylu barokowym została wykonana z miedzi
Pierwszy kościół drewniany został ufundowany przez Wiesława czy Wiślimira, biskupa krakowskiego, około 1230 roku. Kolejna budowla, również drewniana, była wzmiankowana w 1403 roku. Ufundowana została przez braci Goworków: Mikołaja, Łazarza i Władysława. W tym czasie została zapewne erygowana parafia